# Dama de Ibiza

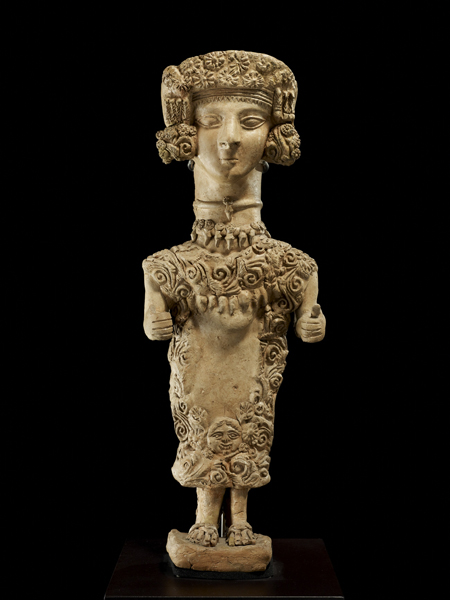
Dama de Ibiza.

A Dama de Ibiza é uma figura em  argila de 47 centímetros de altura que data do século III a.C.. É exibida no Museu Nacional Arqueológico de Espanha, em Madrid.
A figura foi encontrada na necrópole de Puig des Molins, na ilha de Ibiza, no Mediterrâneo. Poderá ser a representação da deusa Cartaginesa Tanit.